# Progressive psytrance
Progressive psytrance (også kendt som Minimal psytrance, Progpsy, Psyprog og Psygressive) er en stilart fra elektronisk musik som kom til verden i de tidligere 2000'er. I modsætning til de fleste psytrance-stilarter, har denne musik en renere produktion og langsommere tempo-rækkevidde. Progressive psytrance arver indflydelser fra minimal techno, techhouse, deephouse og 90'er-tidligere 00'er progressiv house. Tidligere værker var mørkere og ned-strippet, mens i midt 00'erne fremad, blev musikken lysere og mere atmosfærisk. Pionerer omfatter Atmos, Cosma, FREq, Neelix, Ovnimoon, Son Kite, Tegma, Ticon og Vibrasphere.
Mange psytrance-kunstnere og journalister kalder denne stilart ganske enkelt 'progressiv trance', selvom det ikke er den samme genre.